# Василис Димитриадис
Василис Димитриадис (на гръцки: Βασίλης Δημητριάδης) е гръцки историк, специалист по история на Македония. Автор е на няколко книги и на редица статии.